# 布莱辛顿
布莱辛顿（英語：Blessington，原名Ballycomeen，爱尔兰语：Baile Coimín）是爱尔兰威克洛郡利菲河河畔的一个镇，靠近基尔代尔郡边境，距都柏林西南25公里。

## 词源
地名“Blessington”的记录最早出现于1667年，可能是错把本来的爱尔兰语名（姓）当成了（祝福，即Blessing）。

## 历史
布莱辛顿发现的“新月金片”证明当地在青铜时代就有人类活动。1667年，愛爾蘭教會都柏林大主教兼爱尔兰大法官迈克尔·博伊尔以1,000英镑买下这片土地，建立自治市鎮布莱辛顿。